# Matej Prelog
Matej Prelog (Maribor, Yugoslavia, 13 de marzo de 1980) es un deportista esloveno que compitió en remo.
Ganó dos medallas en el Campeonato Mundial de Remo, en los años 2001 y 2005. Participó en los Juegos Olímpicos de Sídney 2000, ocupando el cuarto lugar en la prueba de cuatro scull.

## Palmarés internacional
| Campeonato Mundial | Campeonato Mundial | Campeonato Mundial | Campeonato Mundial |
| Año                | Lugar              | Medalla            | Prueba             |
| ------------------ | ------------------ | ------------------ | ------------------ |
| 2001               | Lucerna (Suiza)    | Medalla de bronce  | Cuatro sin timonel |
| 2005               | Kaizu (Japón)      | Medalla de plata   | Cuatro scull       |